# Cattedrale di Santo Stefano (Phoenix)
La cattedrale di Santo Stefano (in inglese: St. Stephen Cathedral) è la cattedrale cattolica rutena di Phoenix, in Arizona, e sede dell'eparchia della Santa Protezione di Maria di Phoenix.

## Storia
I cattolici bizantini di Phoenix cominciarono a pianificare la costruzione di una chiesa per la loro comunità già nel 1956. Dieci anni dopo espressero formalmente la richiesta al vescovo Nicholas Elko di Pittsburgh. Nel 1968 fu concesso il permesso di acquisire la proprietà della ex chiesa ortodossa antiochena di San Tommaso Apostolo. La prima liturgia è stata celebrata la domenica di Pasqua. La chiesa fu dedicata dal vescovo Stephen Kocisko sotto il patrocinio di Santo Stefano protomartire il 28 giugno 1968. Nel 1974 sono stati costruiti la canonica e gli uffici della parrocchia e nel 1991 è stata aggiunto un colombario.
Il terremoto di Northridge nel 1994 ha danneggiato gli uffici della cancelleria dell'eparchia di Van Nuys e la locale cattedrale di Santa Maria. Il vescovo George Kuzma e il suo staff si trasferirono a Phoenix e la chiesa di Santo Stefano venne elevata a procattedrale. Nel 2010 l'eparchia di Van Nuys ha assunto il nome attuale e Santo Stefano è stata elevata a cattedrale.

## Galleria d'immagini

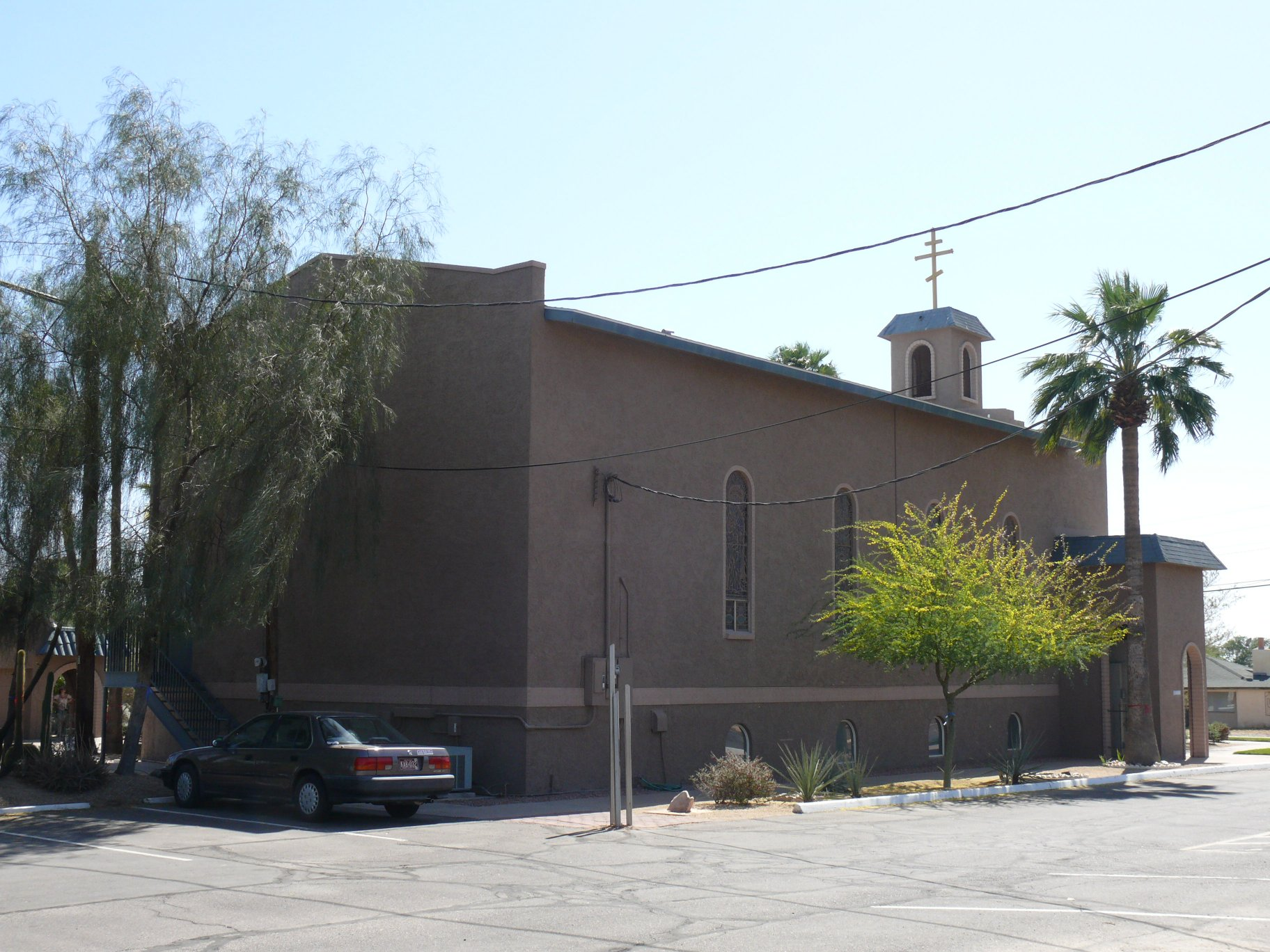
Retro della chiesa
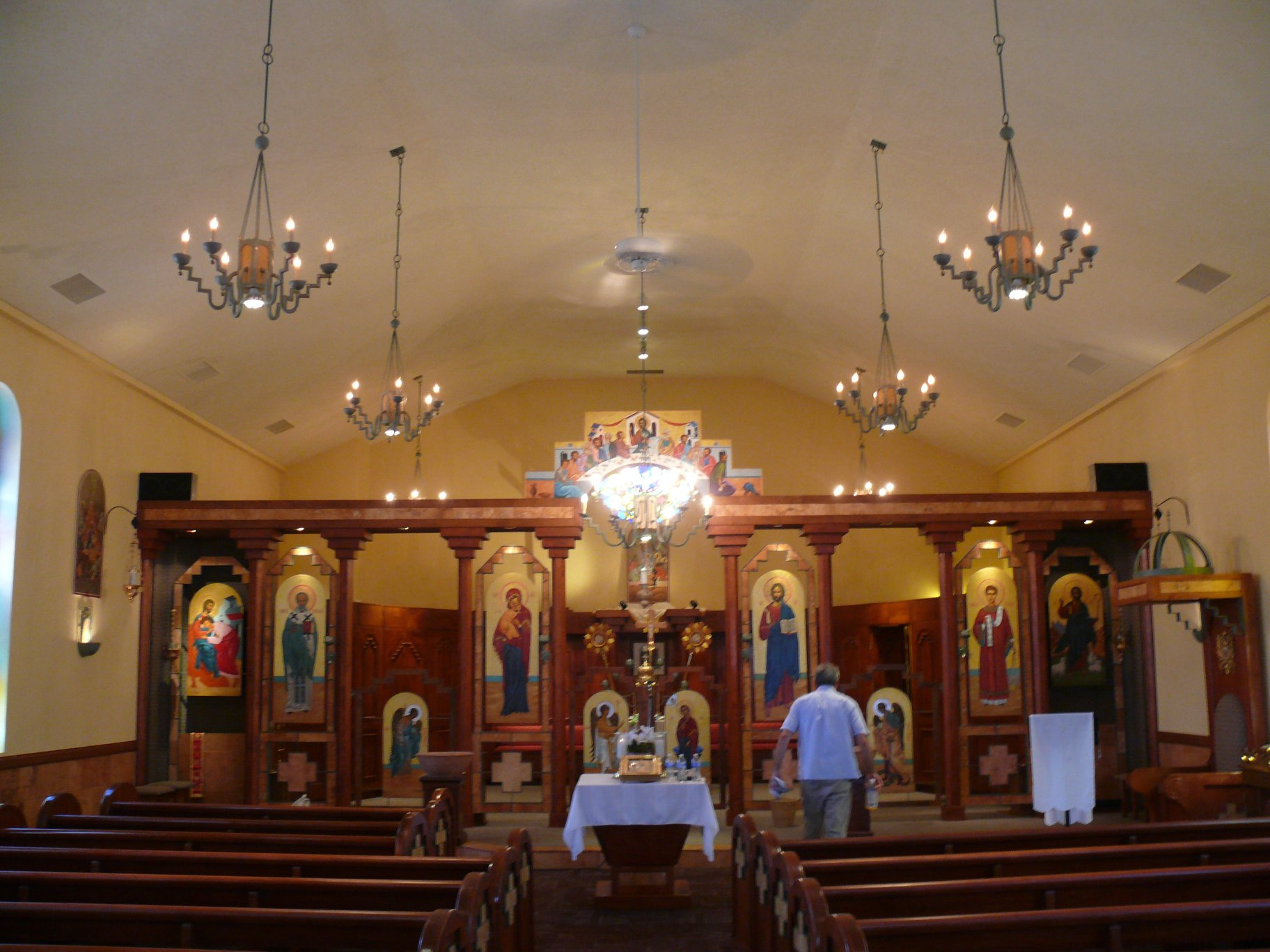
Iconostasi
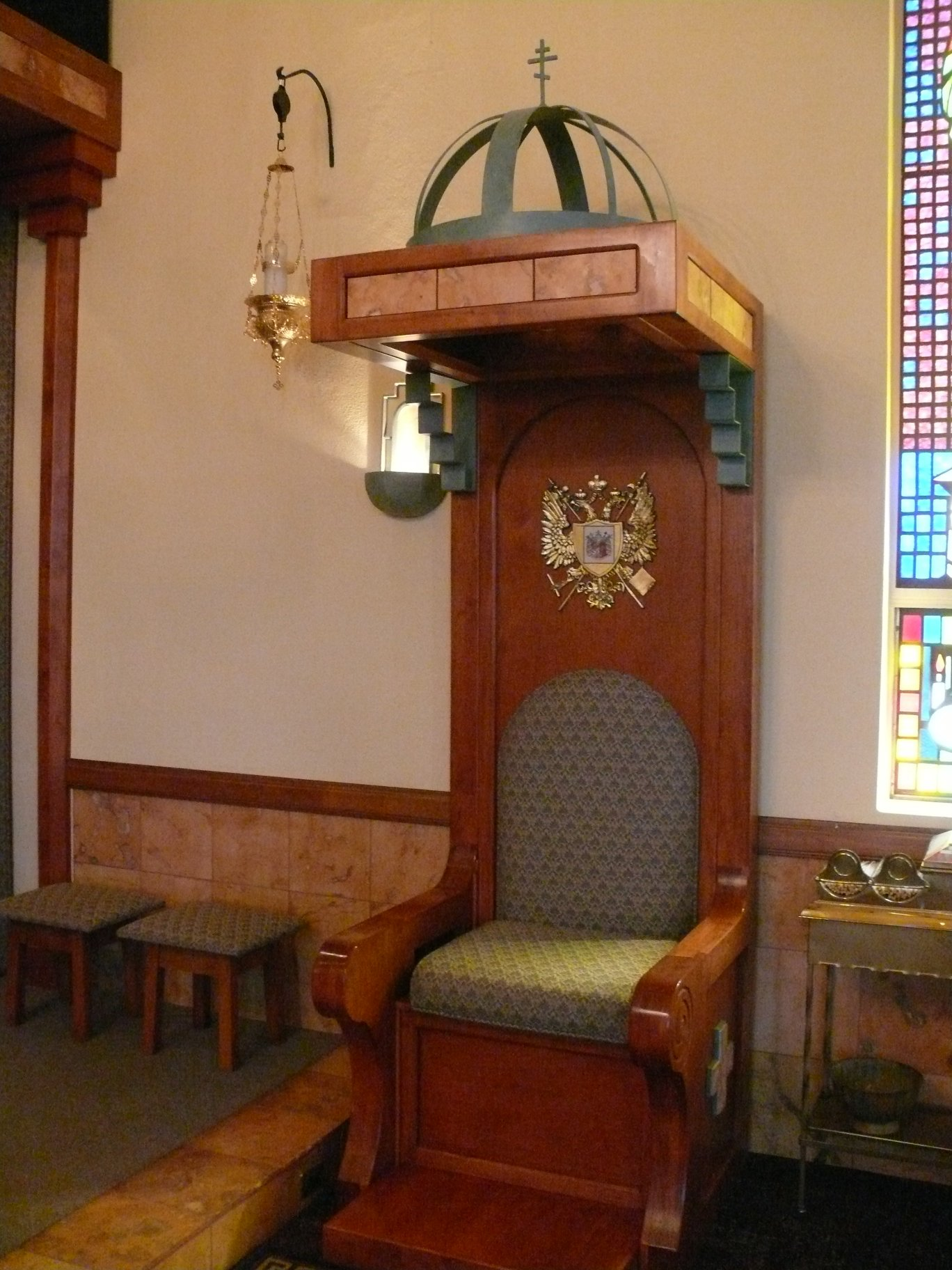
Trono
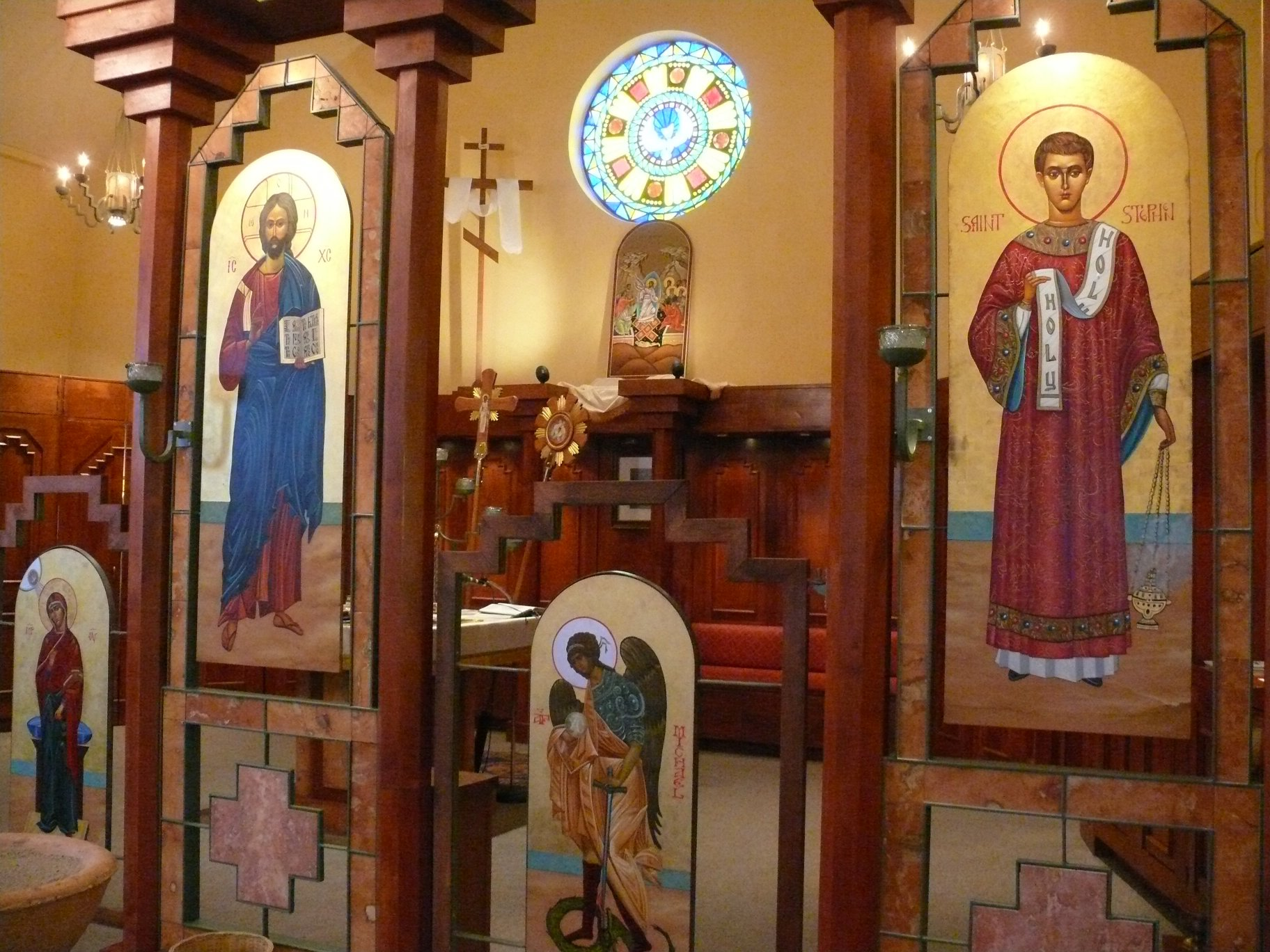
Portale